# Revista Virtual de Estudos da Linguagem
A Revista Virtual de Estudos da Linguagem – ReVEL é uma publicação totalmente eletrônica (acessível exclusivamente através da Internet), sem fins lucrativos, que visa à divulgação do conhecimento científico acerca dos estudos linguísticos, especialmente do Brasil.
Com uma periodicidade semestral, a cada edição a ReVEL aborda uma área específica dos estudos linguísticos. Idealizada por dois jovens estudantes de Linguística, a ReVEL lançou seu primeiro volume em agosto de 2003, com o tema Linguística Textual. Na época, era a única revista exclusivamente eletrônica com periodicidade regular publicada no Brasil.
Nesse primeiro número, a ReVEL apresentou apenas quatro artigos e uma entrevista com Ingedore Villaça Koch, que obtiveram, no entanto, desde cedo, um número bastante significativo de acessos. Já no segundo número da revista (março de 2004) a procura pela ReVEL havia aumentado muito, soando isso como uma resposta positiva de um público leitor (e autor) a um projeto que se iniciara audacioso mas promissor. Nesse número, foi feita a primeira entrevista com autora estrangeira, além de outra entrevista com autor brasileiro que logrou grande sucesso de downloads, a entrevista com Luiz Carlos Travaglia. Ainda nessa edição, a ReVEL abriu espaço para publicações de resenhas, gênero que tem recebido certo destaque na revista, contando com diversos autores novos e consagrados que vêm colaborando por meio desse tipo de produção.
Desde 2007, no mês de novembro, membros do Conselho Editorial da ReVEL organizam anualmente uma Edição Especial da revista com uma temática inédita. Nesse mesmo ano, a revista contou com o apoio da CAPES e do CNPq através do Edital 036/2006. Com os recursos da CAPES e do CNPq, a ReVEL pôde melhorar ainda mais seus serviços como periódico de livre acesso de Linguística. Em 2009, em sua primeira avaliação, a ReVEL foi avaliada com o QUALIS B2 pela CAPES.
Hoje, a ReVEL conta com um Conselho Editorial de mais de 70 membros, colaboradores que representam dezenas de universidades de diversos países. Oferece para download gratuito mais de 200 artigos publicados de autores brasileiros e estrangeiros, novos e consagrados, além de dezenas de resenhas e de entrevistas com grandes autores convidados.
A ReVEL está aberta à recepção de artigos inéditos, almejando ajudar na divulgação dos estudos da linguagem no Brasil.